# Marit Øygard
Marit Øygard, née le 10 juin 1999, est une biathlète norvégienne. Elle à fait ses débuts en Coupe du monde de biathlon en 2024.

## Carrière
Elle participe à ses premières courses internationales lors des Jeux olympiques de la jeunesse d'hiver 2016 à Lillehammer, où elle remporte la médaille d'or du relais mixte en compagnie de Marthe Kråkstad Johansen, Fredrik Qvist Buchner-Johannessen et Sivert Guttorm Bakken. Entre 2016 et 2021, elle prend part à quelques compétitions internationales dans les catégories jeunes et juniors. Lors des Championnats de Norvège de biathlon en 2022, Marit Øygard remporte le relais mixte avec son frère Harald et Vebjørn Sørum. Cette victoire marque une première historique dans cette épreuve des championnats nationaux pour la province d’Oppland.
Øygard fait ses débuts en IBU Cup en décembre 2024 lors de la deuxième étape à Geilo. Elle signe d'emblée un podium en se classant deuxième de l'individuel malgré une minute de pénalité au tir, puis enchaîne deux cinquièmes places, sur le sprint (derrière Paula Botet, Marlene Fichtner, Johanna Skottheim et Chloé Chevalier) puis la poursuite. Grâce à ces bons résultats, Øygard est sélectionnée dans l'équipe nationale principale pour l'étape de la Coupe du monde à Hochfilzen (Autriche), en remplacement de Ingrid Landmark Tandrevold qui est forfait en raison de problèmes cardiaques. Elle a l'occasion de disputer une seule épreuve, le sprint, qu'elle termine à la quatre-vingt-quatrième place avec trois fautes au tir. Elle retourne ensuite en IBU Cup, où elle obtient un nouveau bon résultat en janvier à Brezno-Osrblie (quatrième du sprint).

## Résultats en Biathlon

### Coupe du monde

#### Résultats détaillés en Coupe du monde
| 2024-2025 |    |    |    |        |    |    |    |    |    |    |    |    |    |    | .  | .  | .  | .  |    |    |    |    |    |    |    |  |
| 2024-2025 | SI | SP | MS | SP 84e | PU | SP | PU | MS | SP | PU | IN | MS | SP | PU | SP | PU | IN | MS | SP | PU | IN | MS | SP | PU | MS |  |

### IBU Cup
- 1 podium individuel : 1 deuxième place.

 Dernière mise à jour le 27 janvier 2025 

#### Podiums individuels en IBU Cup
| Podiums individuels en IBU Cup | Podiums individuels en IBU Cup | Podiums individuels en IBU Cup | Podiums individuels en IBU Cup | Podiums individuels en IBU Cup | Podiums individuels en IBU Cup |
| n°                             | Saison                         | Date                           | Lieu                           | Épreuve                        | Résultat                       |
| ------------------------------ | ------------------------------ | ------------------------------ | ------------------------------ | ------------------------------ | ------------------------------ |
| 1                              | 2024-2025                      | 04-12-2024                     | Geilo                          | Individuel 15 km               | Médaille d'argent              |

### Championnats du monde juniors
| Édition / épreuve | Cat.   | Individuel | Sprint | Poursuite | Relais |
| ----------------- | ------ | ---------- | ------ | --------- | ------ |
| Otepää 2018       | Jeune  | 63e        | 31e    | 37e       | —      |
| Obertilliach 2021 | Junior | 11e        | 24e    | 18e       | 5e     |